# رد ادایر
رد ادایر (انگلیسی: Red Adair؛ ۱۸ ژوئن ۱۹۱۵ – ۷ اوت ۲۰۰۴) یک مأمور آتش‌نشانی اهل ایالات متحده آمریکا بود.شهرت او به دلیل نوآوری در خاموش کردن و اطفا چاه های نفت از طریق دریایی و هوایی می باشد.

## زندگی
ادایر در شهر هیوستون، تگزاس به دنیا آمد و فرزند یک آهنگر ایرلندی‌ بود و تحصیلاتش را در دبیرستان ریگان ادامه داد.